# 陳翔
陳 翔（ちん しょう、生没年不詳）は、中国後漢の政治家。字は子麟、もしくは仲麟。豫州汝南郡召陵県の人。祖父は司隷校尉の陳珍。「八及」の一人。

## 事跡
陳翔は若い頃から名を知られ、交流を広げていた。孝廉となり、太尉の周景に高第に挙げられて侍御史となった。大将軍の梁冀におもねらなかったため、罪に問われた。
定襄太守となり、中央にもどって議郎となった。揚州刺史にうつった。そこで、豫章太守の王永と呉郡太守の徐参の不正を上奏した。徐参は当時権勢をふるっていた宦官の徐璜の弟であったので、威名はとどろいた。再び議郎とされ、御史中丞となった。
延熹9年（166年）、一回目の党錮の禁に座し、赦免をうけることなく家で没した。

## 三国志演義
字を仲麟という。劉表の七友の一人であり、「江夏八俊」の一人としてあげられる。